# 헨타이

헨타이를 일본어 한자로 쓴 모습

헨타이(일본어: 変態)는 ‘변태’를 뜻하는 일본어 낱말로, 서구권을 포함한 일본 바깥에서 섹스 또는 포르노 내용을 담고 있는 애니메이션, 망가와 컴퓨터 게임을 일컫는 데에 쓰인다.

## 같이 보기
- 어덜트 애니메이션 -  일본에서 ‘18금(주하치킨)’, ‘엣치 아니메’, ‘에로 아니메(エロアニメ)’ 등으로 부른다.
- 성인 만화
- 에로게
- 갸루게
- 엣치
- 야오이
- BL (장르)
- 백합 (장르)
- 쇼타콘
- 로리콘
- 오지콘
- E-Hentai